# Catharina Norman
Catharina Norman, död efter 1786, även känd som "Catharina på Luckan" och som "Den svenska Ninon", var en svensk kurtisan i Stockholm. Hennes karriär sträckte sig från slutet av frihetstiden till den första delen av den gustavianska tiden. Hon var den kanske mest kända kurtisanen i Sverige under sin samtid.

## Biografi
Norman karaktäriseras i egenskap av prostituerad som en så kallad "Mamsell av bättre sorten", vilket innebar att hon var en lyxprostituerad som hämtade sina kunder inom adeln. Hon visade upp sig på teatern, där hon mötte sin kundkrets, och hade mottagning på Skeppar Karls gränd. Bland hennes mer kända kunder fanns kammarherre Botin och Adolf Fredrik Heitmüller, beridare vid hertig Karls stallstat, som troligen också förmedlade tjänster genom sin anställning och agerade hallick.
Hon var framgångsrik och beskyddades liksom andra lyxprostituerade från arrestering genom sina kontakter. För att undvika arrestering behövde en person under denna tid kunna visa upp anställning eller en person som tog på sig ansvaret för en, och Norman liksom andra prostituerade av hennes kategori visade då upp inflytelserika kunders intyg: i Normans fall Österrikes ambassadör Joseph Clemens von Kaunitz-Reitberg. Övriga lyxprostituerade under hennes samtid var "Mamsell Lundberg", Lovisa Charlotta Schubardt (mor till Charlotte Slottsberg), som kallades "Nöden", och Anna Greta Schubart, den förras syster, som kallades "Bredlånga".
Catharina Norman blev i egenskap av Stockholms främsta kurtisan anlitad av Gustav III år 1771. Gustav III hade år 1766 anlitat en engelsk sjökaptens hustru i Göteborg, och 1768 i Paris haft en förbindelse med Charlotte Du Rietz, men i båda fallen tycks ett fullbordat samlag inte ha genomförts utan begränsat sig till beröring utan "effekt", och Norman anlitades då för att agera sexualinstruktör och beröva monarken hans oskuld. Sommaren 1771, efter tronbestingingen, ansåg Gustav III att han borde göra sig kvitt sin oskuld för att kunna fullborda sitt äktenskap och avla en tronarvinge. Norman kallades upp till Kungliga slottet och mötte Gustav III i enrum i den "övre garderoben" efter en cour. Resultatet av deras möte beskrivs av Adolf Fredrik Munck i hans redogörelse av fullbordandet av Gustav III:s äktenskap. Enligt hans uppgifter rapporterade Catharina Norman att "Hans Majestät är fasligt blyg och alldeles ovan", och att försöket att genomföra ett samlag hade varit resultatlöst.
Norman nämns som fortsatt verksam i Samling af wisor, poesier och artiga anecdoter från 1786. 

### Fotnoter
1. 1 2 3 4 5 6 7 8 9  Gunilla Roempke (1994). Gunilla Roempke. red. Vristens makt – dansös i mätressernas tidevarv. Stockholm: Stockholm Fischer & company. ISBN 91-7054-734-3